# Лесников, Роберт Николаевич
Роберт Николаевич Лесников (29 сентября 1933 — 2007) — хормейстер, профессор. Заслуженный артист РСФСР (1975).

## Биография
Лесников Роберт Николаевич родился 29 сентября 1933 года в селе Крапивино (на территории современного Крапивинского района Кемеровской области). Он — выпускник Павлодарского военного училища лётчиков-истребителей Республики Казахстан (1955). Был направлен для прохождения практики по специальности авиационный механик, стрелок в г. Фрунзе Киргизской ССР. Через год — в г. Чирчик Узбекской ССР. Проработал в Узбекистане до 1957 года.
В 1959 г. поступил на дирижёрско-хоровой факультет Новосибирской консерватории им. М. И. Глинки. В 1962 году устроился на работу в Дом культуры им. Жданова в качестве хормейстера. В 1964 г., после окончания консерватории, Лесников Роберт был направлен в Кызылское музыкальное училище, где стал одним из ведущих педагогов дирижёрско-хорового отделения. Далее, вплоть до 1973 года, Р. Н. Лесников работал в Туве. Он в 1969 году был первым художественным руководителем государственного ансамбля песни и танца «Саяны».
С 1976 г. Р. Н. Лесников жил и работал в Барнауле Алтайского края. Его музыкально-педагогическая деятельность связана с Алтайским государственным институтом культуры. В 1988—1994 гг. он возглавлял кафедру хорового дирижирования. Создал два молодёжных хоровых коллектива — студенческие капеллы Алтайского государственного университета, Алтайского государственного педагогического института.
В 1993 году хоровые обработки тувинских песен Р. Н. Лесникова были собраны в сборник «Ореховая тайга», который опубликовал Алтайский государственный институт культуры в качестве учебного пособия для студентов консерваторий, музыкально-педагогических факультетов вузов культуры и средних специальных профессиональных учебных заведений с присвоением ему грифа Министерства культуры России.

## Награды и звания
- медаль «За доблестный труд»
- заслуженный артист РСФСР (1975)
- заслуженный артист Тувинской АССР
- заслуженный работник культуры Республики Тува

## Сочинения
- сценические полотна «Пробуждение»
- «Рожденные октябрем»
- «Над голубыми Саянами»
- «Наша Тува»
- «Праздник Наадым»
- «Ореховая тайга»